# The Secret Commonwealth
The Secret Commonwealth este un roman fantasy din 2019 al lui Philip Pullman , al doilea volum al trilogiei planificate , Cartea prafului . Povestea este plasată la aproximativ douăzeci de ani după evenimentele din La Belle Sauvage și la zece ani după încheiereatrilogiei His Dark Materials .  Lyra Silvertongue este acum adult. 

## Stare
Cadrul este o lume dominată de Magisterium, o teocrație internațională care suprimă activ erezia . În această lume, sufletele oamenilor există în mod natural în afara corpului lor, sub forma unor „ daemoni ” înțelepți sub formă de animal, care îi însoțesc, îi ajută și îi mângâie pe oamenii lor. Un dispozitiv important este aletiometrul , un cititor de simboluri care spune adevărul.